# Cornufer vertebralis
Cornufer vertebralis es una especie de anfibios de la familia Ceratobatrachidae.

## Distribución geográfica
Es endémica del archipiélago de las islas Salomón.  